# Jefferson, Wisconsin
Jefferson là một thành phố thuộc quận Jefferson, tiểu bang Wisconsin, Hoa Kỳ. Năm 2000, dân số của thành phố này là 7208 người.